# 織田大蔵
織田 大蔵（おだ たいぞう、1894年（明治27年） - 1972年（昭和47年）7月7日）は、日本の実業家。福島交通社長。郡山商工会議所会頭。

## 来歴・人物
福島県伊達郡保原町（現・伊達市）大田出身。貧しい家庭に生まれ、保原町の小学校を卒業後に精米所、米屋、繭の仲買人などの商売を行ない、政友会の院外団に入り人脈を得る。
戦後は、闇物資を動かした資金や地主から買い集めた農地証券を元手に保原町にて、福島電気鉄道の下請運送会社、電鉄通運を開業。取引を通じて福島電気鉄道（現在の福島交通）の株を買い、大株主として入社、福島電鉄の会長に登り詰める。
ワンマン経営で労働法を無視して社員を犠牲にして成りあがった守銭奴という評価がある一方、貧しい身の上から成りあがり、東北地方の長者番付で第1位にまでなった成功者として評価する意見も存在する。

## 経歴
1946年（昭和21年）福島電気鉄道監査役。
1951年（昭和26年）福島電気鉄道副社長。
1954年（昭和29年）福島県南交通副社長
1957年（昭和32年）福島運送、福島県南交通各社長、福島電気鉄道会長。
1958年（昭和33年）郡山商工会議所第12代会頭に就任するも同年9月の臨時議員総会で退任。
1961年（昭和36年）福島県南部のバス会社、福島県南交通を併合する。翌年には福島電気鉄道の社名を現在の福島交通へ変更した。
1963年（昭和38年）11月、福島交通は株主総会で長男の正吉に経営権を移し経営の近代化を図るが、大蔵は翌年6月に登記処理で社長を解任、次男鉄蔵を社長に据える。長男は社長解任を承知せず、社内は二人社長状態で父子・兄弟の争いとなった。
極めて強引な経営で知られ、社長時代は労使紛争が常態化していた。1967年には450人もの社員の解雇を行ない、その後、福島地裁から解雇者24人分の給料支払の強制執行を言い渡されている。
1968年（昭和43年）、労使双方が訴訟合戦を繰り広げる「福交争議」が地元では収拾不能となり、時の運輸大臣中曽根康弘が福島県に出向き調停を実施。小針暦二らに追われる形で福島交通社長を退任。
1971年（昭和46年）2月、保原町町長選挙に立候補するも落選。6月、第9回参議院議員通常選挙の全国区に立候補するも落選。

## エピソード
- 福島交通との関係は、株の過半数を買い占めた上で酒を飲んで会社に乗り込み、机と椅子を要求したところから始まる[11]。毎日、朝酒を飲んで出社し、妾も複数人囲っていた[12]ため、他の重役たちに疎まれたという。
- 郡山市内で福島交通に代わるバス会社を作る運動が本格化した時、もし新しいバス会社を認可したら騒ぎを起こして責任問題にしてやると当時の運輸大臣までも脅し、その運動を潰したと伝えられる[要出典]。
- UHF波開放で福島県で2局目のテレビ局の周波数が割り当てられた際、9社もの会社が予備免許の申請に名乗りをあげたが、その中にいた織田大蔵と激しいやりとりをした末にラジオ福島（RFC）や福島民報社が織田と関わることを避けて申請を取り下げてしまった。そのため残った申請社の一つの福島中央テレビ（FCT）に予備免許が交付され、開局したのが現在の福島中央テレビである[13]。
- 「飯より好きなケンカして　ガキの頃からあの世まで　私は文字通り、このように戦い抜いて生き続けてまいりました。まことに愉快な七十七年でした。冥途に、閻魔大王がおるとしたなら一戦交えてみたいと楽しみながら、あの世にまいります。」という遺言[14]が伝わる。
- 保原町の中心部に見上げるような塀を巡らせた邸宅を構え「織田御殿」、「織田城」と呼ばれる観光名所[15]になっていた。晩年、敷地内に伊達平野を見渡す七階建てエレベーター付きの隠居小屋「雲竜閣」を建設したが、息子には「俺が死んで20年ぐらいは持つかもしれんが（略）家も取りこわしてガソリンスタンドでも作ることだ」[16]と伝えている。

## 織田大蔵を扱った作品
- 今泉正顕 『大物になる本―見栄も外聞も捨ててこそ』  三笠書房<知的生きかた文庫>、1984年10月。 ISBN 483790016X。
- 梶山季之 『男は度胸』集英社<集英社文庫>、1991年12月。 ISBN 4087497747 （織田大蔵をモデルにした小説『勝てば官軍』を収録）。